# (32064) 2000 JU51
2000 JU51 (asteroide 32064) é um asteroide da cintura principal. Possui uma excentricidade de 0.17526820 e uma inclinação de 10.02584º.
Este asteroide foi descoberto no dia 9 de maio de 2000 por LINEAR em Socorro.